# آنا لينكوفا
آنا لينكوفا (بالروسية: Линькова, Анна Михайловна)‏ مواليد 22 يناير 1977 في الاتحاد السوفيتي، هي لاعبة كرة مضرب روسية سابقة. أعلى تصنيف لها في الفردي كان المركز الـ 338 في سنة 1997. أعلى تصنيف لها في الزوجي كان المركز الـ 247 في سنة 1997.

## النهائيات

### الفردي (1–2)
| الحصيلة | الرقم | التاريخ        | الدورة          | الأرضية | المنافس           | النتيجة            |
| ------- | ----- | -------------- | --------------- | ------- | ----------------- | ------------------ |
| الفوز   | 1.    | 11 أكتوبر 1993 | موسكو، روسيا    | صلبة    | جوليا لاتروفا     | 7–5, 1–6, 7–6(8–6) |
| الوصافة | 1.    | 9 أكتوبر 1995  | يورمالا، لاتفيا | صلبة    | ناتاليا بايلتسكيا | 6–7(3–7), 5–7      |
| الوصافة | 2.    | 23 أكتوبر 1995 | سامارا، روسيا   | سجاد    | ناتاليا نمشينوفا  | 4–6, 6–3, 6–7(3–7) |

## روابط خارجية
- آنا لينكوفا على موقع رابطة محترفات التنس (الإنجليزية)
- آنا لينكوفا على موقع الاتحاد الدولي لكرة المضرب (الإنجليزية)
- آنا لينكوفا على موقع خلاصة التنس.كوم (الإنجليزية)